# Goccia di mare
Goccia di mare è un album di Mauro Nardi, pubblicato nel 1988.

## Tracce
1. Meridionale
2. E m'annamore ancora
3. Io non voglio più soffrire
4. Goccia di mare
5. Mare mariuolo
6. Fotografie
7. Giorni d'amore
8. Bella mulatta
9. Ma si turnasse tu
10. Voglio vivere cu tte